# لینچ واتس اپ هندی
قتل‌های هندی واتس‌اپ، موجی از خشونت‌ها و قتل‌های مرتبط با اوباش است که در پی انتشار شایعات، عمدتاً مربوط به کودک‌ربایی و برداشت اعضای بدن از طریق سرویس پیام واتس‌اپ است. موج قتل‌ها در ماه مه ۲۰۱۷ با کشتن هفت مرد در جارخند آغاز شد، اما تا آغاز سال بعد به موضوع مورد توجه ملی تبدیل نشد. پیام‌های جعلی سفارشی‌شده با جزئیات خاص محلی همراه با ویدیوهای واقعی که به پیام‌ها یا ادعاهای جعلی پیوست شده‌اند، پخش می‌شوند. تقریباً در تمام مکان‌های لینچ، هیچ کودک ربایی در سه ماه گذشته ثبت نشده است.
اکثر حملات در اعماق مناطق داخلی روستاها رخ داده است. گروه‌های لینچ شامل مردان، زنان و کودکان بودند. در برخی موارد، اوباش عمدتاً از مردان بی سواد یا با تحصیلات ضعیف تشکیل شده بودند که بیکار بودند یا به عنوان کارگر روزمزد کار می‌کردند و همچنین در زمان حمله تحت تأثیر الکل قرار داشتند. حداقل در برخی از موارد، محرک‌های اصلی از ترس کودک‌ربایی برای دامن زدن به خشونت و تسویه حساب‌های قدیمی استفاده کرده‌اند.
دولت هند لینچ عمومی را ردیابی نمی‌کند و هیچ آمار رسمی از اداره ثبت جرم هند در مورد وقوع آنها در سراسر هند وجود ندارد.
پوشش رسانه‌ای دربارهٔ قتل‌ها و تلاش‌ها برای از بین بردن اخبار جعلی نیز در رسانه‌های انگلیسی و هندی زبان متمرکز شده است و توجه کمی به گزارش‌های زبان محلی داده شده است.